# إريك بيلي (لاعب كرة سلة)
إريك بيلي (بالإنجليزية: Eric Bailey)‏ هو لاعب كرة سلة أسترالي سابق.